# Chionochloa conspicua
Chionochloa conspicua là một loài thực vật có hoa trong họ Hòa thảo. Loài này được (G.Forst.) Zotov mô tả khoa học đầu tiên năm 1963.